# La Berlue
 (juillet 2018).
Si vous disposez d'ouvrages ou d'articles de référence ou si vous connaissez des sites web de qualité traitant du thème abordé ici, merci de compléter l'article en donnant les références utiles à sa vérifiabilité et en les liant à la section « Notes et références ».
La Berlue ou Le Masculin singulier est une pièce de théâtre écrite par Jean-Jacques Bricaire et Maurice Lasaygues, mise en scène par Michel Jeffrault. Elle fut créée au Petit Marigny le 8 novembre 1984.

## Argument
Louis, la trentaine, n'a pratiquement pas connu sa mère Marie-Louise, disparue dans des conditions mystérieuses quand il avait 5 ans. Entouré de son père Albert et d'une fille au pair peu farouche, il vit paisiblement dans l'attente du remariage de son père avec Mathilde, meilleure amie de sa mère, qui l'a élevé. Cependant, l'arrivée impromptue d'un colonel américain va semer le trouble : il se dit camarade de collège d'Albert, mais pourrait bien en fait détenir de lourds secrets sur la disparition de Marie-Louise. Enthousiaste à l'idée d'en savoir plus sur ses origines, Louis croit enfin avoir compris... mais est-ce bien sûr ?

## Distribution
Diffusion Antenne 2 - 1986

Mise en scène de  René Clermont, réalisation de Georges Folgoas
- Pierre Vernier : Albert Lamart
- Patrick Préjean : Le colonel Franck J. Harder / Marie-Louise
- Claire Maurier : Mathilde
- Olivier Rodier : Louis Lamart
- Denise Virieux : Jacinthe, la jeune fille au pair

Tournée 2011-2012 :
- Pierre Douglas : Albert Lamart
- Pierre Deny : Le colonel Franck J. Harder / Marie-Louise
- Corinne Le Poulain : Mathilde
- Boris Soulages : Louis Lamart
- Carinne Burgues : Jacinthe, la jeune fille au pair
- Inger Ekbom